# Lijst van burgemeesters van Stevoort
Dit is een chronologische lijst van burgemeesters van de Belgische voormalige gemeente Stevoort tot die gemeente op 1 januari 1977 fuseerde en opging in de stad Hasselt.
| periode     | naam burgemeester                      | opmerking                                    |
| ----------- | -------------------------------------- | -------------------------------------------- |
| 1830 - 1861 | Gaspard Vandereijcken                  | brouwer                                      |
| 1861 - 1866 | Pieter Jan Adons (1820-1871)           | landbouwer                                   |
| 1867 - 1877 | Pieter Jan Vossen (1815-1889)          | landbouwer                                   |
| 1877 - 1896 | Louis Hermans                          | landbouwer                                   |
| 1897 - 1908 | Charles Palmers (1856-1908)            | rentenier                                    |
| 1908 - 1918 | Albert Palmers de Terlamen (1862-1949) | rentenier, jongere broer van Charles Palmers |
| 1919 - 1921 | Ludovicus Thijs                        | landbouwer                                   |
| 1921 - 1924 | Antoon Colemont                        | bediende                                     |
| 1927 - 1929 | Frans Hermans                          | landbouwer                                   |
| 1929 - 1950 | Vital Mees                             | landbouwer                                   |
| 1950 - 1974 | Justin 's Heeren (1912-1974)           | handelaar                                    |
| 1974 - 1976 | René Reenaers (1923-1999)              | boekhouder                                   |